# 잼시티
잼시티(Jam City)는 미국의 비디오 게임 개발사이자 비디오 게임 출판사이다. 캘리포니아 주 컬버 시티에 본사를 두고 있다. 이 회사는 2010년 크리스 드울프, 콜린 디지아로, 아베르 윗콤 및 조쉬 와이가도에 의해 설립되었다. 미국, 캐나다, 남미 및 유럽에 9개의 스튜디오를 보유하고 있다.